# 性的ヒーリング〜特別御奉仕編〜
『性的ヒーリング〜特別御奉仕編〜』（せいてき-〜とくべつごほうしへん〜）とは椎名林檎がリリースしたシングル「ここでキスして。」とアルバム『無罪モラトリアム』の2作品購入者を対象とした企画での贈答品で、VHSに収められた映像作品である。本作品は「ここでキスして。」と『無罪モラトリアム』に同封しているオビに付属の応募券をハガキで二枚共貼り東芝EMIに送ると抽選で300名の方に贈られた。ジャケットの椎名林檎の写真にはなぜか目線の加工が施されている。この写真は2003年にロッキング・オンより発行された音楽雑誌「BUZZ」に『加爾基 精液 栗ノ花』が特集された際掲載された。

## 収録内容
1. 椎名林檎からの応募者への感謝の挨拶。
2. デビューアルバム「無罪モラトリアム」の製作・レコーディング風景映像。
3. 東芝EMI社屋で撮影映像と、SSTVなどテレビ番組などの撮影前のインタビューとメイキング映像。

以上の3点が収録されている、なお総合収録時間は10分程度である。